# Angus (imię)
Angus – imię męskie pochodzenia celtyckiego, oznaczające wyjątkowy wybór, wybrańca, wyjątkową siłę.

## Dawniej
Imię było nadawane po ojcu, lub przodku, który był uważany za wybrańca i znacząco odcisnął się w historii danego regionu czy też społeczności.
Mogło być nadawane jedynie w prostej linii genealogicznej i nie mogło być w rodzie więcej niż jednej osoby żyjącej, która nosiłaby to imię.

## Obecnie
Stosunkowo popularne imię męskie w Szkocji, w Irlandii trochę rzadsze. 
W Szkocji występuje również często jako nazwisko.